# Диксон, Виталий Алексеевич
Вита́лий Алексе́евич Ди́ксон (род. 17 ноября 1944, Красноярск) — российский писатель, прозаик.

## Биография
В 1964—1990 гг. — действительная служба в Вооружённых Силах СССР.  Окончил Ленинградское высшее военно-топографическое командное Краснознамённое ордена Красной Звезды училище имени генерала армии Антонова А.И. (в настоящее время —7-й факультет Военно-космической академии имени А.Ф.Можайского), исторический факультет Иркутского государственного университета. Живёт в Иркутске.
Публиковался в журналах: «День и ночь», «Сибирские огни», «Дети Ра»; в иркутских литературно-художественных альманахах: «Слобода», «Свой голос», «Зелёная лампа»; в интернет-изданиях Германии,США, Израиля, Финляндии. Сочинения переводились на испанский, английский, немецкий, турецкий, корейский, китайский языки. С 2013 года входит в состав основных авторов некоммерческой электронной Библиотеки «ImWerden». С 2002 года — член International PEN (Русский ПЕН-центр); 12 января 2017 года прекратил членство в Русском ПЕН-центре в знак протеста против политики и практики действующего руководства. С 10 октября 2018 г. — член новой писательской правозащитной организации «ПЭН-Москва», созданной в структуре PEN International Club и утверждённой на 84-м конгрессе Международного ПЕН-клуба.

## Реакция литературной критики
В прозе Диксона много поэзии, в поэзии Диксона множество заразительных заблуждений.
— Анатолий Кобенков

Игровое поле языка, игровое поле ассоциаций, метафор, наблюдений, мыслей, порождающее ответный взрыв эмоций: слышу, понимаю, благодарю!..
— Ольга Кучкина

Если говорить подробней, то начинать следует с писательского языка. Этот дар, которым наградила Диксона природа (да и все небанальные обстоятельства жизни, и десятки, если не сотни, встретившихся на его путях колоритных людей), этот язык не просто богат — он ошеломляюще разнообразен. По нему можно писать диссертации, приглашая для ошеломления текстологов, заскучавших от газетного сукна.
…От такого спонтанного, изобильного автора наивно было бы ожидать самоограничения. Через него говорит сама стихия бытования гомо сапиенс на Земле. Причём не в абстрактном времени, а именно в нашем, сумасшедшем, играющем в чехарду с самим собой.

— Тамара Жирмунская

Его тексты публикуются в Германии и хранятся в крупной электронной библиотеке международного значения ImWerden. Сам автор не вступает ни в какие местные писательские организации, однако является единственным в Иркутске членом Международного PEN-центра. С точки зрения ситуации в Иркутске Диксон и его издания находятся вне фокуса литературной общественности, в состоянии своеобразного локального андеграунда, тогда как, раскрыв его страницу в «Википедии» и библиографический указатель его изданий, можно предположить, что перед нами современный классик, давно канонизированный и прочитанный от корки до корки. Можно заключить, что невольная «андеграундность» его творчества создана искусственно, она не связана со вполне «каноническим» содержанием произведений, а является лишь продуктом ситуации существования писательских группировок.
— В. Г. Иванов